# جيرارد س. بوند
جيرارد س. بوند (بالإنجليزية: Gerard C. Bond)‏ هو جيولوجي أمريكي، ولد في 20 مايو 1940 في ألتوس في الولايات المتحدة، وتوفي في 29 يونيو 2005 في ذا برونكس في الولايات المتحدة.